# Севильская публичная библиотека
Севи́льская публи́чная библиоте́ка (исп. Biblioteca Pública del Estado - Biblioteca Provincial Infanta Elena de Sevilla) — публичная библиотека, расположенная в Севилье (Испания).. Библиотека была основана в 1959 году и занимала два разных здания, прежде чем переехала на своё нынешнее место в парке Марии Луизы. Новое здание с 5 000 м² общественного пространства открылось в 1999 году.

## История

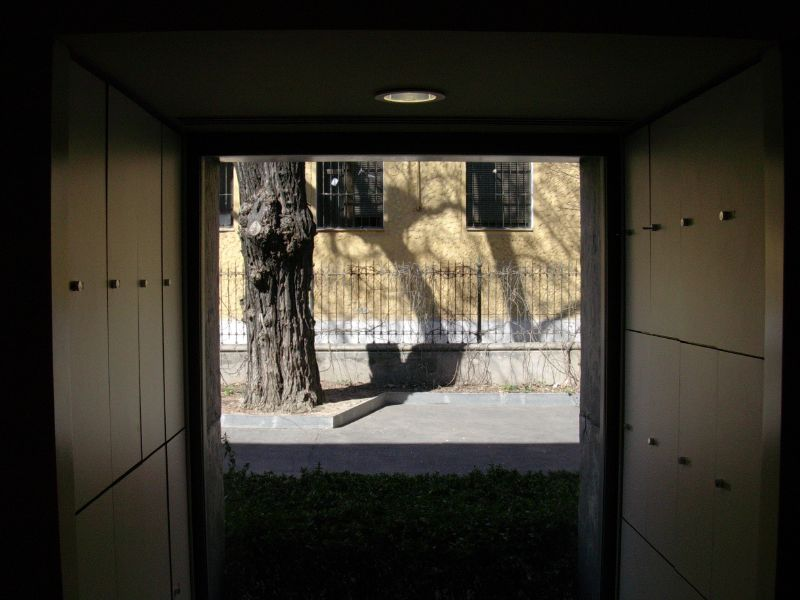

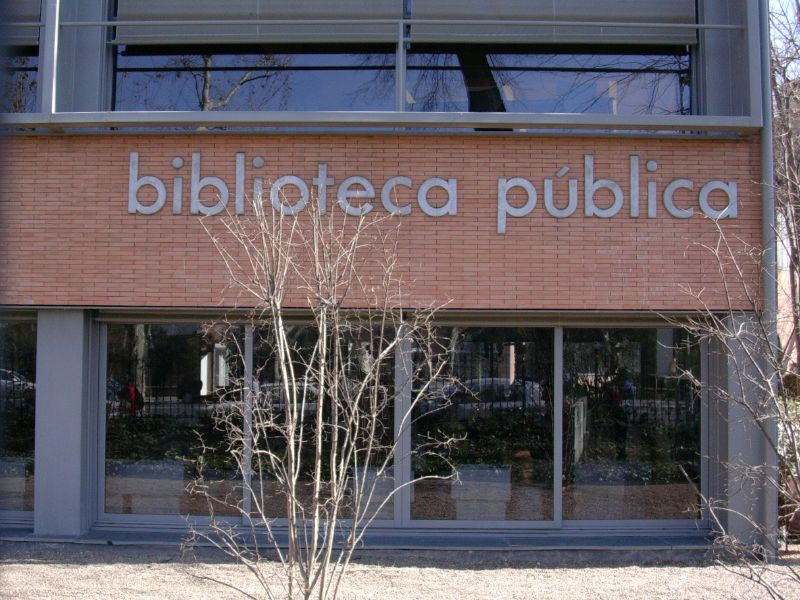

Библиотека была открыта 2 октября 1959 года, сначала в помещениях, предоставленных Королевским экономическим обществом друзей страны. Для неё было передано 15 000 томов XVIII и XIX веков. Библиотека переехала в 1979 году в здание по адресу: улица Альфонсо XII, дом 19 и носила название «Провинциальная публичная библиотека Севильи» (исп. Biblioteca Pública Provincial de Sevilla) в течение следующих 20 лет. Она снова переехала в 1999 году, в своё нынешнее место под новым названием Провинциальная публичная библиотека Севильи имени принцессы Елены (исп. Biblioteca Pública Provincial Infanta Elena de Sevilla).
На своём новом месте библиотека привлекает всё большее число посетителей, побуждая своё руководство продлевать часы её работы даже летом. В библиотеке также проводятся различные культурные мероприятия в течение всего года. К ним относятся кинопоказы, ориентированные на молодую аудиторию, музыкальный театр и концерты. Так в августе 2002 года библиотеку посетили более 25 000 человек. С июня по сентябрь 2011 года библиотека была вынуждена закрываться раньше из-за финансового кризиса. Её двери были открыты только с 9 утра до 2 часов дня в течение этого периода. Это вызвало жалобы со стороны студентов, которые привыкли полагаться на библиотеку как на место для учёбы, и со стороны пожилых людей, привыкших читать там газеты во второй половине дня или смотреть фильмы.

## Здание
Нынешнее здание библиотеки находится в парке Марии-Луизы, который служил местом Иберо-Американской выставки 1929 года. Библиотека находится между павильоном США и павильоном Перу, в котором сейчас находится Дом науки и консульство Перу. Для строительства нового здания библиотеки на этом месте были выбраны архитекторы из студии Cruz y Ortiz, которое началось в 1995 году. Форма здания соответствует форму участка, на котором оно расположено, имея шесть сторон. Одна из них обращена к парку, а другая — к Гвадалквивиру. Новое здание было открыто в 1999 году Еленой, герцогиней де Луго. Оно было номинировано на приз Европейского союза за современную архитектуру в 2001 году.
Двухэтажное здание скрывает внутренний двор, невидимый снаружи, который обеспечивает второй источник естественного света для читальных залов. Сам двор может использоваться в качестве читального зала под открытым небом. Структура здания формирует С-образное пространство с комнатами, полностью открытыми к внутреннему фасаду. Два этажа имеют общую площадь в 5 000 м². Здание состоит из открытого кирпича и чёрных металлоконструкций. Первый этаж почти полностью открыт снаружи, в то время как второй этаж выше..